# Gavin Richards
Gavin Richards (Londres, 3 de julho de 1946) é um ator e diretor  de teatro inglês. É mais conhecido pelo seu trabalho na série cómica de televisão 'Allo 'Allo! onde interpretava o personagem Capitão Alberto Bertorelli.

## Biografia
Estudou na escola de teatro Bristol Old Vic Theatre School, o seu pai é o crítico de música Denby Richards, sendo editor da revista Musical Opinion. Gavin vive actualmente na Nova Zelândia.
Gavin trabalhou como actor, director e argumentista para o teatro, televisão e cinema durante mais de 40 anos. É mais conhecido na série de Terry Raymond da BBC, Eastenders em que apareceu em mais de 300 episódios. Na série 'Allo 'Allo! participou em mais de 30 episódios. Nos seus créditos incluem-se o papel principal em televisão das séries Coronation Street, Hi-de-Hi, The Bill, Lovejoy, Minder, Inspector Morse, A Touch of Frost, Between The Lines, e Pie In The Sky.
Participou juntamente com Robert Powell em Hannay, com Leigh Lawson em Kinsey, com Michael Kitchen em The Reporters e ainda com Rowan Atkinson em Full Throttle. Participou também nas séries Annie's Bar, Driving Ambition, Hardwick House, Mike & Angelo, entre muitas outras. Participou em filmes, entre eles está um com Robin Williams em Being Human e com Oliver Reed e Glenda Jackson em Triple Echo, e no filme da Nova Zelândia Savage Play.
Como director e ator no teatro, é conhecido por trazer para o palco um trabalho de Dario Fo para a língua inglesa, a peça Accidental Death Of An Anarchist, que chegou a ser nomeada para o Prémio Oliver. Foi director e actor do Channel 4 no Reino Unido. Gavin fez o papel de Face na renovada produção The Alchemist de Gryff Rhys Jones. Participou como artista convidado na BBC/SPP TV na co-produção de Kidnapped, e na produção da TVNZ The Lost Children, ambos rodados na Nova Zelândia.
A carreira de Gavin no teatro começou com cinco longos e intensos anos de trabalho como actor principal, em Leicester, Manchester, Bolton, Liverpool e Bristol. Dirigiu a primeira exibição de Shane Connaughton em 1969. Em meados de 1970, actuou um pouco por toda a Europa com a sua famosa Ken Campbell’s Roadshow. Depois tornou-se membro fundador da companhia de teatro de nome 7:84 Theatre Company e director artístico da Belt & Braces Theatre Company, que esteve em torné durante doze anos. A sua companhia produziu musicais políticos, reconhecidos e aplaudidos por actores, uniões de trabalhadores e público em geral.
Em meados dos anos 90, juntamente com a sua mulher, Tamara Henry, Gavin apresentou a comédia The Crimson Lizard de Richard Sparks na Nova Zelândia, consigo, Annie Whittle e Lloyd Scott, nos papéis principais.
Gavin e Tamara formaram uma companhia de teatro profissional, a Theatre South, que apresentou a versão de Michael Healey, a The Drawer Boy sendo muito aclamada, tendo terminado a sua apresentação no Fortune Theatre em Dunedin, no The Court Theatre em Christchurch, no Centrepoint Theatre em Palmerston North e no Downstage em Wellington.
Theatre South é a única companhia de teatro em Marlborough, onde Gavin mora actualmente. O casal está envolvido num projecto local que incide na produção escolar, na peça The Hole In The Sky. Produziram também a popularíssima  Tittle Tattle 1 & 2 da Emmerdale TV, escrita por Lesley Clare O’Neill. Nesse mesmo ano, Gavin participou no papel de Patrick em A Different Light Company, decorria o mês de Abril de 2006.
Mais recentemente, a Theatre South produziu War Child:The Show, escrito e com direcção de Gavin. Uma produção poderosa, dedicado ao desenvolvimento de uma agência de reabilitação de crianças soldado, apenas com um talentoso elenco de crianças dos 12 aos 18 anos de Marlborough. O espectáculo teve uma ótima aclamação, sendo aplaudido de pé nas suas 8 apresentações. No espectáculo incluiam-se algumas músicas conhecidas, como por exemplo Where Is The Love da banda Black Eyed Peas, e War do cantor Sting, bem como a tão conhecida Imagine de John Lennon. Durante o espectáculo, iam sendo mostradas imagens do fotógrafo de guerra Tuen Voeten.